# Stefan Ristovski
Stefan Ristovski (mazedonisch Стефан Ристовски; * 12. Februar 1992 in Skopje, Mazedonien) ist ein nordmazedonischer Fußballspieler, welcher seit Januar 2021 in Kroatien für Dinamo Zagreb spielt.

## Vereinskarriere
In seiner bisherigen Vereinskarriere war er, außer in seiner Heimat Nordmazedonien, auch noch in Italien, Kroatien und Portugal tätig.

## Nationalmannschaft
Am 10. August 2011 debütierte Ristovski bei einem Freundschaftsspiel gegen Aserbaidschan in der mazedonischen Nationalmannschaft. Bisher bestritt er 64 Länderspiele. Für die EM 2021 wurde er in den nordmazedonischen Kader nominiert, kam aber mit diesem nicht über die Gruppenphase hinaus.

## Erfolge
Sporting Lissabon
- Portugiesischer Pokalsieger 2019
- Portugiesischer Ligapokalsieger 2018, 2019

HNK Rijeka
- Kroatischer Meister: 2016/17

- Kroatischer Pokalsieger: 2016/17

Dinamo Zagreb
- Kroatischer Meister: 2020/21, Kroatischer Meister: 2021/22, Kroatischer Meister: 2022/23, Kroatischer Meister: 2023/24

- Kroatischer Pokalsieger: 2020/21, 2023/24

- Kroatischer Supercupsieger: 2022, 2023